# Wilhelm Schmalz
Wilhelm Schmalz (ur. 1 marca 1901 w Reussen, zm. 14 marca 1983 w Braunfels) – niemiecki oficer, uczestnik II wojny światowej, generał porucznik, kawaler Krzyża Rycerskiego z Liśćmi Dębu.

## Początki kariery wojskowej
W 1919 roku walczył w III Marine Brigade Lowenfelda przeciwko niemieckim komunistom. Następnie służył w Reichswehrze. W lutym 1923 roku został mianowany porucznikiem kawalerii, następnie awansował aż do stopnia majora i stanowiska dowódcy batalionu piechoty.

## Druga wojna światowa
Od września do października 1939 roku brał udział w napaści na Polskę; został odznaczony Krzyżem Żelaznym obu stopni.
Od maja do czerwca 1940 roku brał udział w kampanii francuskiej. Został odznaczony Krzyżem Rycerskim. Od listopada 1940 roku był dowódcą batalionu motocykli w 9 Dywizji Pancernej. W kwietniu 1941 roku uczestniczył w napaści na Jugosławię.
Od 22 czerwca 1941 roku brał udział w walkach na froncie niemiecko-radzieckim, walczył na Ukrainie. W lutym 1942 roku został odznaczony Złotym Krzyżem Niemieckim i – awansowany do stopnia podpułkownika – został dowódcą pułku piechoty w 9 Dywizji Pancernej. W październiku 1942 roku został mianowany pułkownikiem.
Od stycznia 1943 roku służył w powstającej 1 Dywizji Pancerno-Spadochronowej „Hermann Göring”. W maju 1943 roku został dowódcą pułku grenadierów (Panzergrenadier-Regiment) tej jednostki. Brał udział w walkach we Włoszech, m.in. w bitwie o Monte Cassino. 23 grudnia 1943 roku otrzymał Liście Dębu do Krzyża Rycerskiego.
16 kwietnia 1944 roku został wyznaczony na dowódcę dywizji „Hermann Göring” (we Włoszech). W maju 1944 roku otrzymał awans na generała majora. Od 4 października 1944 roku był dowódcą Korpusu Pancerno-Spadochronowego „Hermann Göring”.
30 stycznia 1945 roku został mianowany generałem porucznikiem.
Po kapitulacji Niemiec 8 maja 1945 roku został wzięty do niewoli przez Amerykanów.

## Po wojnie
Został postawiony przed amerykański trybunał wojskowy jako podejrzany o popełnienie zbrodni wojennych we Włoszech. W 1950 roku został uniewinniony i zwolniony.